# Trachelas parallelus
Espèce
Trachelas parallelus est une espèce d'araignées aranéomorphes de la famille des Trachelidae.

## Distribution
Cette espèce est endémique du Nicaragua. Elle se rencontre vers Musawas.

## Description
Le mâle holotype mesure 6,59 mm et les femelles de 6,95 à 7,24 mm.

## Publication originale
- Platnick & Shadab, 1974 : A revision of the bispinosus and bicolor groups of the spider genus Trachelas (Araneae, Clubionidae) in North and Central America and the West Indies. American Museum Novitates, no 2560, p. 1-34 (texte intégral).